# نثنائيل ماتيوس فون وولف
نثنائيل ماتيوس فون وولف (بالألمانية: Nathanael Matthäus von Wolf)‏ (و. 1724 – 1784 م) هو عالم فلك، وعالم نبات، وعالم طبيعة من الكومنولث البولندي الليتواني . وكان عضواً في الجمعية الملكية .
توفي في غدانسك، عن عمر يناهز 60 عاماً.

## التعليم
تعلم في جامعة إرفورت

## جوائز
حصل على جوائز منها:
- زميل في الجمعية الملكية.